# Kościół św. Augustyna w Carmagnoli
Kościół św. Augustyna w Carmagnoli (wł. Chiesa di Sant'Agostino) – gotycko-klasycystyczny rzymskokatolicki kościół zlokalizowany w centrum miasta Carmagnola we Włoszech (Piemont), przy głównym placu miasta, Piazza Sant'Agostino, należący do archidiecezji turyńskiej.

## Historia
Budowę kościoła i klasztoru opisał brat Gabriele Bucci, pierwszy historyk z Carmagnoli, w swoim dziele „Memoriale Quadripartitum”. Zespół powstał w XV wieku z inicjatywy augustianów (budowę rozpoczęto w 1406, a ukończono w 1437).  
Pierwotnie fasada była prosta, z czterema przyporami i ostrołukowym portalem pośrodku. Portal wejściowy został odnowiony w XV wieku. Wykonał go florencki artysta Mastro Amedeo da Settignano. Książę Nevers, gubernator Carmagnoli, polecił w 1567 wykonać na fasadzie wizerunek św. Augustyna z herbem miasta. W XVII wieku fasadę ozdobiono dużym freskiem przedstawiającym Całun Turyński, podtrzymywany przez dwóch biskupów i dwóch książąt.  
Wnętrze obiektu nawiązuje do katedr w stylu gotyckim. Składa się z trzech naw (pierwotnie była tylko jedna). W związku z szybkim wzrostem liczby ludności świątynia stała się niewystarczająca i konieczna stała się jej rozbudowa, do czego doszło podczas renowacji w 1835. Klasztor przebudowano już wcześniej, w XVIII wieku. Został opuszczony przez augustianów w 1858, a potem zakupiony przez gminę.  
Z pierwotnego budynku pochodzi pięcioboczna absyda i sześciopiętrowa dzwonnica o wysokości 45 metrów, zakończona ośmiokątną iglicą o wysokości 13 metrów, pokrytą cegłą i ozdobioną u podstawy czterema sterczynami.  
Ołtarz główny wykonano w 1612 z inkrustowanego i złoconego marmuru. Jest on zwieńczony baldachimem i otoczony balustradą. We wnętrzu zachowały się fragmenty XV-wiecznych fresków, wśród których wyróżnić można Kalwarię, św. Rocha, św. Augustyna, św. Sebastiana i św. Antoniego Wielkiego. Wśród obrazów wyróżniają się dzieła przypisywane Giovanniemu Antonio Molineriemu. Obecnie kościół nie pełni funkcji religijnych i służy wystawom czasowym.  

## Galeria

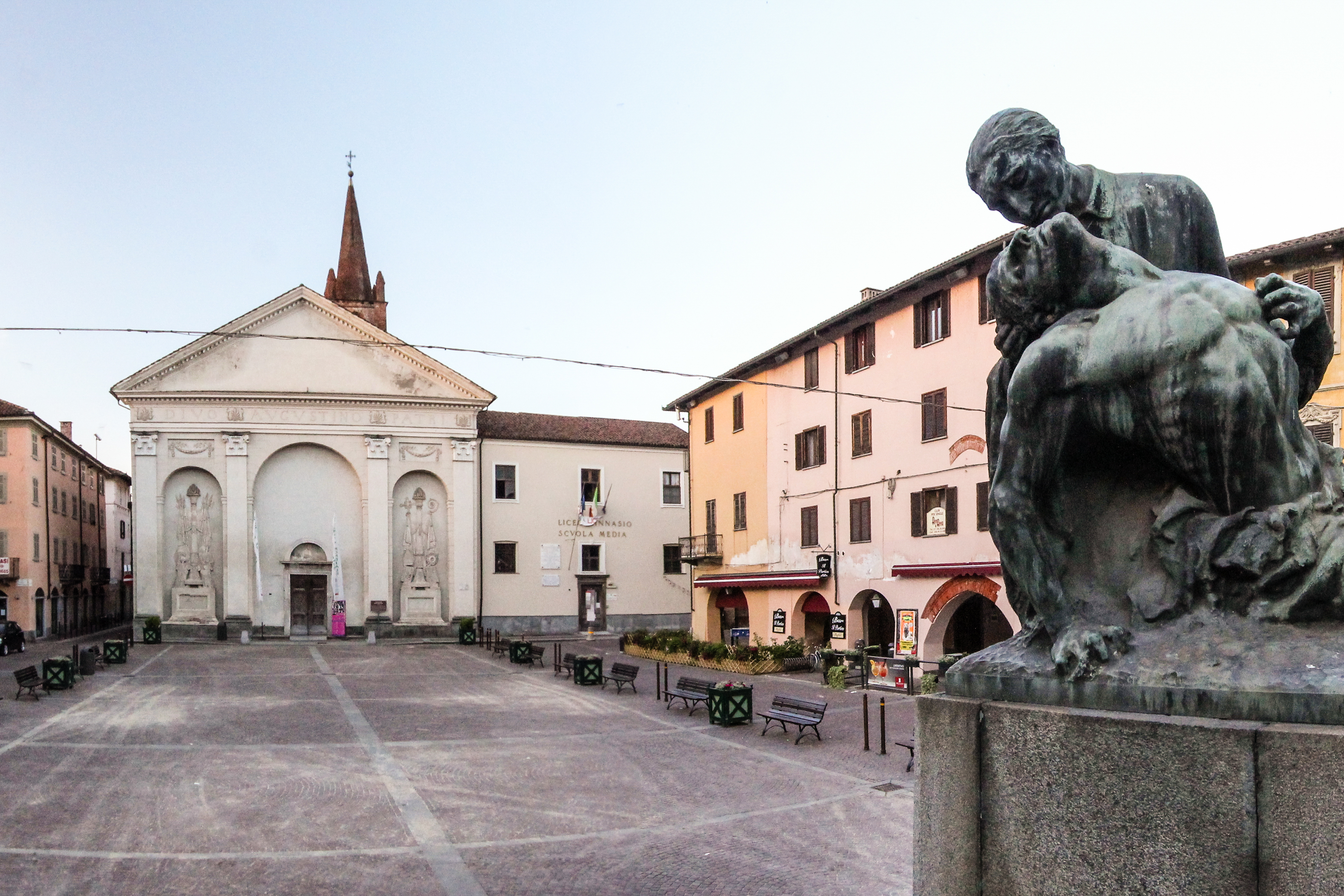
Widok z otoczeniem
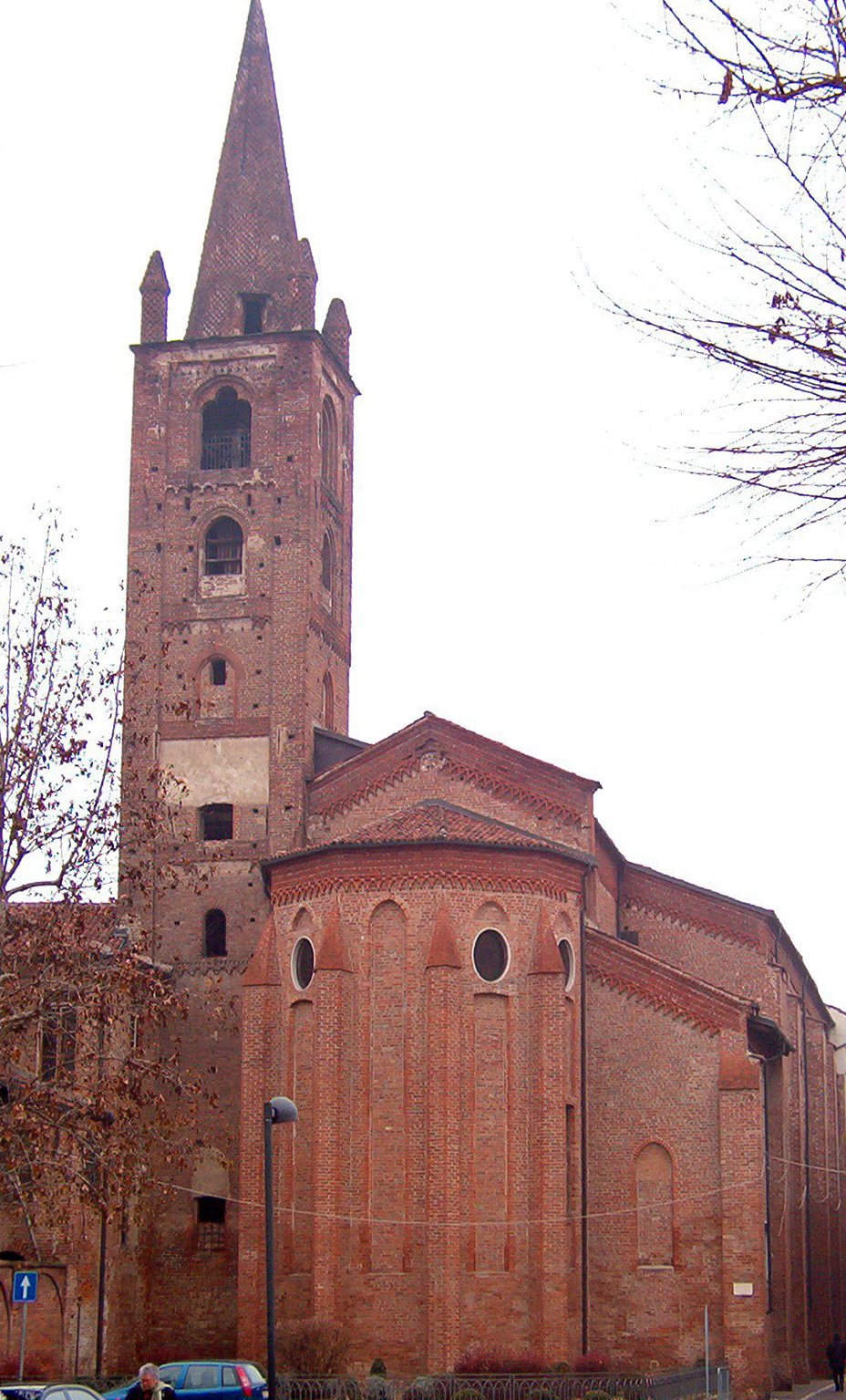
Apsyda i wieża